# Pavonia flavispina
Pavonia flavispina är en malvaväxtart som beskrevs av Friedrich Anton Wilhelm Miquel. Pavonia flavispina ingår i släktet påfågelsmalvor, och familjen malvaväxter. Inga underarter finns listade i Catalogue of Life.